# 日本國鐵EF61型電力機車
EF61型电力机车（日语：EF61形電気機関車）是日本国有铁道的直流电力机车车型之一，适用于供电制式为1500伏直流电的电气化铁路。EF61型电力机车可分为基本番台和改造番台。基本番台（0番台）是搭载蒸汽锅炉的干线客运电力机车，于1961年研制成功，共计生产了18台。改造番台（200番台）是为满足山阳本线濑野至八本松区间（“濑野八”）的补机需要，于1977年利用EF60型电力机车改造而成，共计8台。

## 基本番台

### 开发背景
1958年，日本国有铁道开发了ED60、ED61型电力机车，开创了日本“直流新型电力机车”的先河。1960年，日本国有铁道在之前两种四轴（Bo-Bo）机车的基础上，又成功研制了采用六轴（Bo-Bo-Bo）设计的EF60型电力机车。然而，EF60型电力机车是以发挥牵引力为主的干线货运机车，高速性能相对较差而不太适合用于牵引特急列车，而且亦没有安装为旅客列车供暖的蒸汽供暖或电气供暖设备。1961年，为了满足旅客列车的牵引需要，而研制了EF61型电力机车。

### 技术特点
EF61型电力机车是干线客运用的直流电力机车，总体结构与EF60型电力机车的第一批量产车基本相同。车体采用整体承载式全钢焊接结构，车体两端采用具有大面积前窗玻璃的非贯通结构。EF61型电力机车增设了为旅客列车供暖的SG1B型自动式重油蒸汽锅炉，并搭载了与之配套的水箱和油箱，使机车在冬季牵引旅客列车时无需加挂额外的暖房车。在当时随着电力动车组的普及，直流电化区段的旅客列车逐步加快“电车化”，加上东海道新干线的开通指日可待，因此EF61型电力机车亦考虑到日后改造的可能性，只需要取消蒸汽锅炉即可将其改造成货运机车。
为了提供容纳蒸汽锅炉设备的空间，机车长度从16,000毫米延长到17,600毫米。由于EF61型电力机车主要用于牵引旅客列车，因此省略了超多段电阻调压（副电阻器）和防空转保护系统，以牺牲电力机车的部分粘着性能，来抵消车体长度延长和搭载蒸汽锅炉而增加的重量，使机车整备重量仍然和EF60型电力机车一样保持在96吨。车体两侧侧墙上部均设有两排采光玻璃窗和两排通风百叶窗，这种布置方式有效改善了车内的采光性能，因而亦被后来的国铁电力机车沿用。
为了提高机车的高速运转性能，通过改变牵引电动机输出端的小齿轮，将齿轮传动比由5.47（15：82）变更为5.13（16：82）。机车走行部为三台二轴摇枕式转向架，使用与EF60型电力机车相同的DT115（两端）、DT116（中间）转向架。牵引电动机采用架悬式安装方式，而驱动装置则采用日立的QD2C型轴套式空心轴传动装置，但由于驱动装置的异常振动问题，后于1974年至1977年间陆续改造为连杆式空心轴传动装置。
和EF60型电力机车基本番台一样，EF61型电力机车基本番台出厂时均采用国铁传统的茶色涂装（葡萄色2号）。1965年，日本国铁修订了铁路车辆涂装规定，要求所有新型直流电力机车统一采用标准色涂装，车体部分采用蓝色（青15号），车头正面下半部采用奶黄色（奶油1号）。

### 制造
1961年，川崎电机制造、川崎车辆、东洋电机制造、汽車製造共生产了18台EF61型基本番台电力机车。
| 机车编号 | 制造商                | 新造配属   | 制造目的                  | 预算           |
| -------- | --------------------- | ---------- | ------------------------- | -------------- |
| 1～10    | 川崎車輛 川崎電機製造 | 宮原机关区 | 山陽本線岡山—糸崎区段电化 | 昭和36年度预算 |
| 11～18   | 汽車製造 東洋電機製造 | 宮原机关区 | 山陽本線岡山—糸崎区段电化 | 昭和36年度预算 |

### 运用
EF61型基本番台投入运用初期，均配属到宫原机关区，担当山阳本线岡山至糸崎区段的旅客列车牵引任务。1962年，随着山阳本线的电化区段延伸至广岛，EF61型电力机车亦转配属广岛机关区，主要担当东京至广岛之间的寝台特急列车（蓝色列车）牵引任务。另外，机车还会在日间担当濑野至八本松区间（简称“濑野八”）电力动车组列车的补机任务，因此机车往东京方向的一端改装了带有自动解挂装置的自动车钩。
1963年起，随着EF60型500番台电力机车投入服务，EF61型基本番台逐渐不再用于牵引寝台特急列车，改为牵引东海道本线和山阳本线的急行旅客列车和急行行包列车。1975年3月10日，山阳新干线冈山至博多区段通车以后，EF61型基本番台电力机车亦不再担当急行旅客列车的牵引任务，仅用于牵引行包列车和临时列车，有时候也牵引区间货物列车。
在运用末期，蒸汽锅炉造成的车体腐蚀是一项比较严重的问题。与同样搭载蒸汽锅炉的EF58型电力机车相比，EF61型电力机车的车体结构较轻，车体外板也变得更薄，因此车顶蒸汽排放口对车体顶盖的锈蚀问题也更为严重，部分机车甚至还发生顶盖崩落的事故。例如，EF61 1号机车曾经花了几个月的时间，才完成修补约一半面积的车体顶盖。
从1980年代初起，EF61型基本番台电力机车开始陆续报废。EF61 7号机车于1983年3月正式报废，是第一台报废的EF61型电力机车。1984年2月1日，EF61型基本番台电力机车全部停运，不再担当行包列车的牵引任务，并于1985年报废。

## 改造番台

### 开发背景

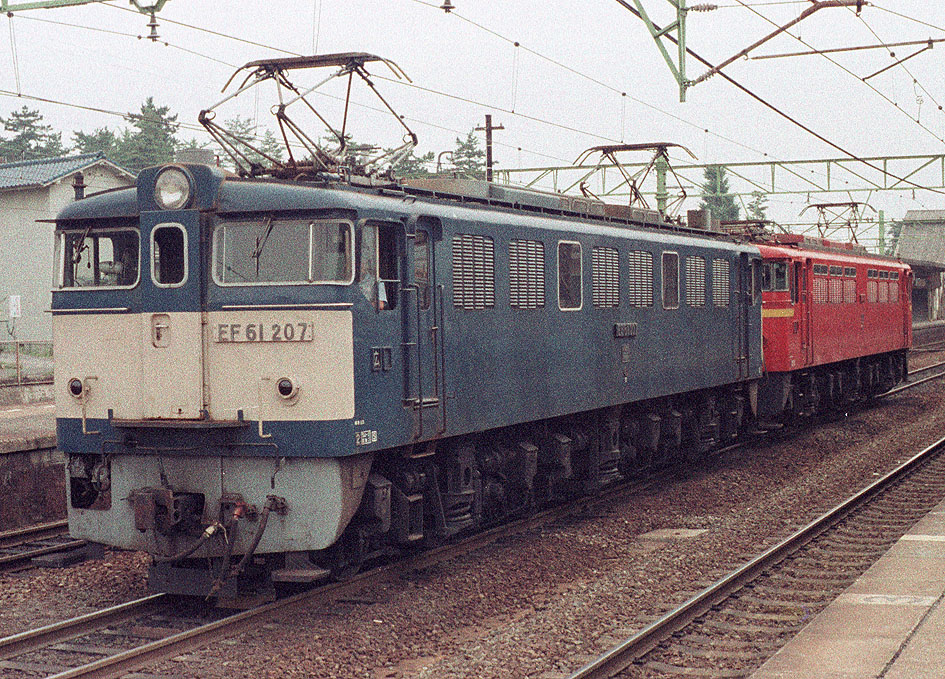
“濑野八”区段的EF61 207号机车，后方为EF67型电力机车

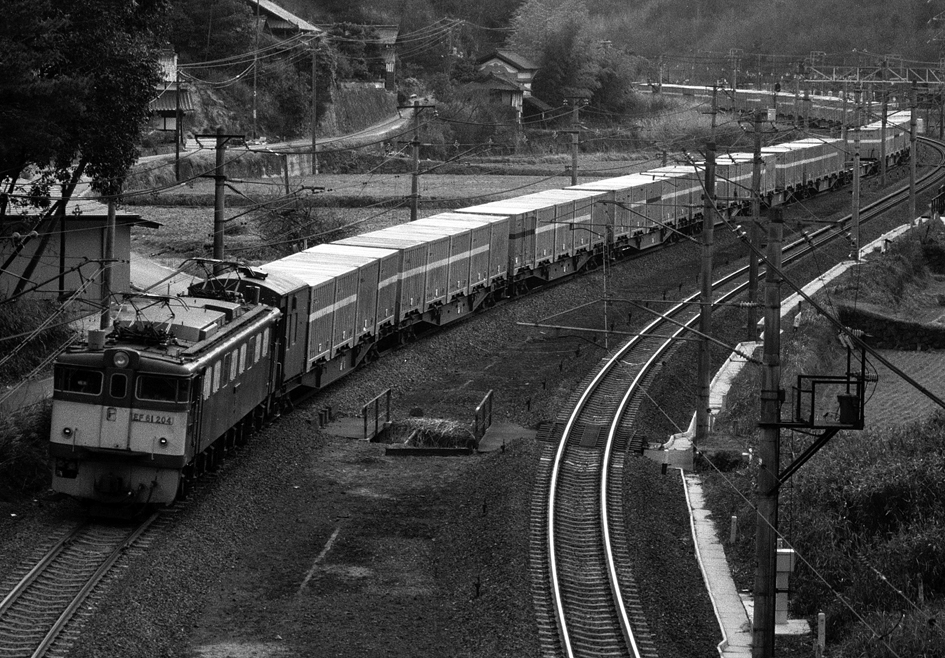
担任集装箱列车尾部补机的EF61型电力机车

1963年，山阳本线濑野至八本松区段（简称“濑野八”）开始使用EF59型电力机车担任补机。至1970年代中期，这些由战前旧型电力机车改造而成的机车将届使用寿命，日本国铁需要另一种电力机车来取代日渐老化的旧型机车。为此，日本国铁计划对18台EF61型电力机车（基本番台）、14台EF60型电力机车（原型车及第一批量产车）进行改造，并分别改称为EF61型100番台、EF61型200番台电力机车。
1977年，首批八台由EF60型电力机车改造而成的EF61型200番台电力机车投入运用，但在使用过程中发现其重联控制系统存在缺陷。当两台重联的EF61型200番台机车担任补机时，若本务机车对列车使用非常制动，有机会因列车尾部补机的纵向力过大，而造成列车中间车辆脱轨的事故，对行车安全构成严重威胁。因此，EF61型200番台电力机车仅限定担当1000吨以下列车的补机，并且不得加挂多于一台补机；而1200吨的货物列车则仍然加挂两台重联的EF59型电力机车作为补机。
基于安全性的考虑，日本国铁仅完成了八台机车的改造后，随即终止了EF61型100番台、200番台电力机车的改造工作。

### 100番台
根据原来的计划，EF61型100番台电力机车是由EF61型基本番台改造而成，但由于上述原因而没有实现。改造内容包括，取消为旅客列车供暖的蒸汽锅炉，将齿轮传动比改为5.47，增加重联控制设备，增设贯通门及通过台等。

### 200番台
EF61型200番台电力机车是由EF60型电力机车（原型车及第一批量产车）改造而成，但由于上述原因而仅仅试制八台机车之后就终止改造。改造内容包括，机车两端增设贯通门及重联插座，机车往东京方向的一端改装带有自动解挂装置的自动车钩，以及小型通过台。

### 运用
EF61型200番台电力机车均配属于濑野机关区，担当“濑野八”区间的列车尾部补机任务。由于EF61型200番台电力机车不允许重联运用，因此其运用范围受到很大限制。1980年10月，EF61 201、203号机车首先被封存于濑野机关区，至1982年11月后又有另一台机车被封存。1986年11月，EF61 203号机车成为第一台报废的EF61型200番台电力机车。
1987年国铁分割民营化之后，除了已报废的203号机车外，其余七台EF61型200番台电力机车均由日本货物铁道（JR货物）继承。1990年，“濑野八”区间补机陆续被替换为EF67型100番台电力机车。1991年，EF61型200番台电力机车全部报废。

## 车辆保存
- EF61 4号机车（司机室部分）：保存于日本货物铁道广岛车辆所。已於2022/02/19解體
- EF61 201号机车（原EF60 1号机车）：静态保存于日本货物铁道吹田机关区（日语：吹田機関区）。